# HD 117187
HD 117187，又名BD+73 592，SAO 7814、HR 5073，是一颗恒星，视星等为5.79，位于銀經119.27，銀緯44.49，其B1900.0坐标为赤經13h 23m 35s，赤緯+72° 44.49′ 39″。